# Gyrophaena boleti
Gyrophaena boleti är en skalbaggsart som först beskrevs av Carl von Linné 1758.  Gyrophaena boleti ingår i släktet Gyrophaena, och familjen kortvingar. Arten är reproducerande i Sverige.